# خافيير فرنانديز فرنانديز
خافيير فرنانديز فرنانديز (بالإسبانية: Javier Fernández Fernández)‏ هو موظف مدني وسياسي إسباني، ولد في 7 يناير 1948 في مييريس في إسبانيا. حزبياً، نشط في حزب العمال الاشتراكي الإسباني وAsturian Socialist Federation ‏. في الانتخابات العمومية الإسبانية 1996 ‏، انتخب عضو مجلس النواب الإسباني ‏ عن دائرة أشتورية ‏ خلال فترته النيابية ‏ (20 مارس 1996 – 22 يوليو 1999) وانتخب رئيس إمارة أستورياس ‏ (26 مايو 2012 – ).

## وصلات خارجية
- الموقع الرسمي